# ドミトリー・ガリャーミン
ドミトリー・アレクサーンドロヴィチ・ガリャーミン（ロシア語: Дмитрий Александрович Галямин、1963年1月8日- ）は、ロシア・モスクワ出身の元サッカー選手。現役時代のポジションはDF。

## 経歴
1963年、ロシアの首都モスクワで生まれ、FCスパルタク・モスクワのユースに在籍していた。18歳の時にPFC CSKAモスクワに入団をして1991年までプレーをした。1991年の退団後はスペインのRCDエスパニョールに入団をして、イーゴリ・コルネーエフ、ドミトリー・クズネツォフらと共にプレー。1994年、メリダUDに移籍をして、そこで現役引退をした。
キャリア終了した後は、RCDエスパニョール、パラモスCFのユースにてコーチとして働き、2002年にFCディナモ・サンクトペテルブルクで指導者としての道を歩む。2008年以後は監督業に就いていない。

## 所属クラブ
- PFC CSKAモスクワ 1981-1991
- RCDエスパニョール 1992-1994
- メリダUD 1994-1995

## タイトル

### クラブ
PFC CSKAモスクワ
- ソビエト連邦サッカーリーグ：1 (1991)
- USSRカップ：1 (1991)